# Maximiliano Caufriez
Maximiliano Caufriez (Saint-Ghislain, 16 febbraio 1997) è un calciatore belga, difensore del Clermont Foot.

## Caratteristiche tecniche
È un difensore centrale.

## Carriera

### Club
Cresciuto nelle giovanili del Waasland-Beveren, ha esordito in prima squadra il 9 aprile 2016 in occasione del match pareggiato 0-0 contro il Mouscron-Péruwelz.

### Nazionale
Ha giocato nelle nazionali giovanili belghe Under-18, Under-19 ed Under-21.

## Statistiche

### Presenze e reti nei club
Statistiche aggiornate al 20 aprile 2025.
| Stagione                | Squadra                 | Campionato              | Campionato | Campionato | Coppe nazionali | Coppe nazionali | Coppe nazionali | Coppe continentali | Coppe continentali | Coppe continentali | Altre coppe | Altre coppe | Altre coppe | Totale | Totale | Totale |
| Stagione                | Squadra                 | Comp                    | Pres       | Reti       | Comp            | Pres            | Reti            | Comp               | Pres               | Reti               | Comp        | Pres        | Reti        | Pres   | Reti   |        |
| ----------------------- | ----------------------- | ----------------------- | ---------- | ---------- | --------------- | --------------- | --------------- | ------------------ | ------------------ | ------------------ | ----------- | ----------- | ----------- | ------ | ------ | ------ |
| 2015-2016               | Waasland-Beveren        | D1                      | 0+4        | 0+1        | CB              | 0               | 0               | -                  | -                  | -                  | -           | -           | -           | 4      | 1      |        |
| 2016-2017               | Waasland-Beveren        | D1                      | 0+5        | 0          | CB              | 0               | 0               | -                  | -                  | -                  | -           | -           | -           | 5      | 0      |        |
| 2017-2018               | Waasland-Beveren        | D1                      | 17+7       | 0          | CB              | 1               | 0               | -                  | -                  | -                  | -           | -           | -           | 25     | 0      |        |
| 2018-2019               | Waasland-Beveren        | D1                      | 23+8       | 1          | CB              | 0               | 0               | -                  | -                  | -                  | -           | -           | -           | 31     | 1      |        |
| 2019-2020               | Waasland-Beveren        | D1                      | 29         | 0          | CB              | 1               | 0               | -                  | -                  | -                  | -           | -           | -           | 30     | 0      |        |
| ago. 2020               | Waasland-Beveren        | D1                      | 4          | 0          | CB              | 0               | 0               | -                  | -                  | -                  | -           | -           | -           | 4      | 0      |        |
| Totale Waasland-Beveren | Totale Waasland-Beveren | Totale Waasland-Beveren | 73+24      | 1+1        |                 | 2               | 0               |                    | -                  | -                  |             | -           | -           | 99     | 2      |        |
| 2020-2021               | Sint-Truiden            | D1                      | 19         | 1          | CB              | 1               | 0               | -                  | -                  | -                  | -           | -           | -           | 20     | 1      |        |
| lug.-ago. 2021          | Sint-Truiden            | D1                      | 5          | 0          | CB              | 0               | 0               | -                  | -                  | -                  | -           | -           | -           | 5      | 0      |        |
| Totale Sint-Truiden     | Totale Sint-Truiden     | Totale Sint-Truiden     | 24         | 1          |                 | 1               | 0               |                    | -                  | -                  |             | -           | -           | 25     | 1      |        |
| 2021-2022               | Spartak Mosca           | PL                      | 17         | 0          | CR              | 4               | 0               | UEL                | 4                  | 0                  | -           | -           | -           | 25     | 0      |        |
| lug.-ago. 2022          | Spartak Mosca           | PL                      | 1          | 0          | CR              | 0               | 0               | -                  | -                  | -                  | SR          | 0           | 0           | 1      | 0      |        |
| Totale Spartak Mosca    | Totale Spartak Mosca    | Totale Spartak Mosca    | 18         | 0          |                 | 4               | 0               |                    | 4                  | 0                  |             | 0           | 0           | 26     | 0      |        |
| 2022-2023               | Clermont Foot           | L1                      | 26         | 1          | CF              | 1               | 0               | -                  | -                  | -                  | -           | -           | -           | 27     | 1      |        |
| 2023-2024               | Clermont Foot           | L1                      | 20         | 0          | CF              | 1               | 0               | -                  | -                  | -                  | -           | -           | -           | 21     | 0      |        |
| Totale Clermont         | Totale Clermont         | Totale Clermont         | 46         | 1          |                 | 2               | 0               |                    | -                  | -                  |             | -           | -           | 48     | 1      |        |
| 2024-gen. 2025          | Valencia                | PD                      | 1          | 0          | CR              | 0               | 0               | -                  | -                  | -                  | -           | -           | -           | 1      | 0      |        |
| gen.-giu. 2025          | Salisburgo              | BL                      | 4          | 0          | CA              | 1               | 0               | UCL                | -                  | -                  | Cmc         | -           | -           | 5      | 0      |        |
| Totale carriera         | Totale carriera         | Totale carriera         | 190        | 4          |                 | 10              | 0               |                    | 4                  | 0                  |             | 0           | 0           | 204    | 4      |        |

## Palmarès

### Club

#### Competizioni nazionali
- Coppa di Russia: 1

Spartak Mosca: 2021-2022